# Карлуш Мануэл
Карлуш Мануэл Коррея душ Сантуш, известный как Карлуш Мануэл (род. 15 января 1958 года в Мойте) — португальский футболист, играл на позиции полузащитника. По завершении игровой карьеры — тренер. Футболист года в Португалии (1985).
Известный своими выступлениями в «Бенфике», за которую сыграл в 318 официальных матчах на протяжении восьми с половиной сезонов, забив 58 голов, и выиграл ряд национальных трофеев. Он также был ведущей фигурой национальной сборной Португалии 1980-х годов, сыграв на чемпионате мира 1986 и Европы 1984 года. После окончания игровой карьеры возглавлял ряд португальских клубов, кроме того работал в Анголе и Иране, а также с национальной сборной Гвинеи-Бисау.

## Карьера игрока

### Клубная карьера
В профессиональном футболе дебютировал в 1975 году, выступая за команду «Фабрил», в которой провёл три сезона, после этого в сезоне 1978/79 защищал цвета «Баррейренсе».
Своей игрой за последнюю команду привлёк внимание представителей тренерского штаба клуба «Бенфика», к составу которого присоединился в 1979 году. Отыграл за лиссабонский клуб следующие восемь с половиной сезонов своей игровой карьеры. Большую часть времени, проведённого в составе «Бенфики», был основным игроком команды и выиграл с командой четыре титула чемпиона страны (1981, 1983, 1984, 1987), шесть португальских кубков (1980, 1981, 1983, 1985, 1986, 1987) и два Суперкубка Португалии (1980, 1985). Кроме этого Мануэл с клубом выходил в финал Кубка УЕФА 1983 года, где уступил бельгийскому «Андерлехту».
В начале 1988 года Мануэл перешёл в швейцарский «Сьон», впрочем уже летом вернулся в Португалию, проведя следующие два сезона за «Спортинг».
В 1990—1992 годах выступал за «Боавишту», в составе которой во втором сезоне выиграл свой последний трофей — кубок Португалии. Завершил профессиональную игровую карьеру в клубе «Эшторил-Прая», за который выступал в течение 1992—1994 годов.

### Выступления за сборную
26 марта 1980 года дебютировал в официальных играх в составе национальной сборной Португалии в матче отбора на Евро-1980 против Шотландии, его команда проиграла со счётом 1:4.
28 октября 1983 года Мануэл забил единственный и победный гол в игре против Польши во Вроцлаве, который помог Португалии квалифицироваться на Евро-1984. В составе сборной был участником чемпионата Европы 1984 года во Франции, на котором команда завоевала бронзовые награды, а Мануэл сыграл три матча.
16 октября 1985 года единственный гол Карлуша в матче против ФРГ вывел сборную на чемпионат мира 1986 года. Мануэл поехал и на мундиаль 1986 года в Мексике, где сыграл во всех трёх матчах группового этапа. На его счету единственный гол в матче первого тура группового этапа против Англии, но для выхода из группы этой победы оказалось недостаточно. В результате скандала внутри сборной на мундиале после окончания турнира Карлуш Мануэл вынужден был завершить международную карьеру в возрасте 28 лет.
Всего в течение карьеры в национальной команде, которая длилась семь лет, провёл в форме сборной 42 матча, забив восемь голов.

## Карьера тренера
Начал тренерскую карьеру, ещё продолжая играть на поле, возглавив в 1993 году тренерский штаб клуба «Эшторил-Прая». В дальнейшем возглавлял ряд португальских клубов, в частности «Спортинг» и «Брагу», но серьёзных результатов не добился.
В 2011 году отправился за границу, где сначала тренировал ангольский «Примейру ди Агошту», а потом в 2012—2014 годах возглавлял сборную Гвинеи-Бисау.
Последним местом тренерской работы Мануэла был иранский клуб «Санат Нафт», главным тренером которого он был с 2014 по 2015 год.